# Klara Jakovčević
Klara Jakovčević (Subotica, 4. travnja 1945. – Subotica, 15. lipnja 2016.), sveučilišna profesorica, ekonomistica, članica ekonomskih, znanstvenih i pravosudnih ustanova iz redova bačkih Hrvata.
Kći je Stevana i Cecilije rođ. Andrašić, sestra Marije Grasl. U Subotici je završila osnovnu i srednju ekonomsku školu. Diplomirala na Ekonomskom fakultetu, kao najbolja studentica novosadskog sveučilišta, prosječne ocjene 10. Magistrirala i doktorirala na mikroekonomskim temama, u svezi s teorijom graničnih troškova i produktivnosti rada.
Radila u Kreditnoj banci u Subotici, pa na Ekonomskom fakultetu u Subotici gdje je predavala Ekonomiku poduzeća. Predavala je u Novom Sadu na Pravnom fakultetu, na Ekonomskom fakultetu i na Višoj ekonomskoj komercijalnoj školi.
Bila je članica uredništva časopisa ekonomista Vojvodine Privredna izgradnja, bila je sutkinja porotnica na Višem privrednom sudu u Beogradu. 
Članica je Društva ekonomista Srbije te Hrvatskog akademskog društva iz Subotice. 
Napisala je sedam monografija i suautorica je osam sveučilišnih udžbenika. Objavila više od stotinu znanstvenih i stručnih radova.